# Édit de tolérance (Angleterre)
L'édit de tolérance anglais ou loi de 1688 sur la tolérance, est une loi votée par le Parlement d'Angleterre et promulguée par le roi Guillaume III le 24 mai 1689,, dans le cadre de la révolution qui voit la chute de Jacques II Stuart et l'avènement de Guillaume III d'Orange-Nassau.
Cet édit autorise un certain nombre de cultes protestants dissidents par rapport à l'Église d'Angleterre anglicane, la seule autorisée jusque là depuis la rupture entre Henri VIII et l'Église catholique au XVIe siècle.

## Contexte

### La tolérance religieuse de 1520 à 1685
- Tolérance religieuse

La réforme protestante initiée par Martin Luther en 1517-1520 est d'abord vue par la plupart des princes régnants comme une atteinte scandaleuse à l'ordre divin. Certains pays réussissent à éliminer totalement cette menace et à éradiquer le protestantisme, notamment l'Espagne, le Portugal et la plupart des États d'Italie.
Une autre réponse est celle du Saint-Empire avec la paix d'Augsbourg de 1555, qui termine la guerre de Smalkalde entre l'empereur (catholique) Charles Quint et les princes protestants, en stipulant que deux religions peuvent coexister dans l'Empire, le catholicisme et le luthéranisme, mais selon le principe Cujus regio, ejus religio (« Tel prince, telle religion »), c'est-à-dire que chaque prince souverain de l'Empire (le roi de Bohême, le duc de Bavière, l'électeur de Brandebourg, etc.) peut imposer une de ces deux religions à ses sujets. Ce principe est aussi appliqué dans les cantons suisses.
La troisième réponse est celle de la France durant les guerres de religion (1562-1598) : chacune des huit guerres de religion s'achève, en l'absence de victoire des catholiques, par un édit de tolérance autorisant le culte protestant à certains endroits et dans certaines conditions. Le plus connu est l'édit de Nantes de 1598, qui ouvre en France une ère de tolérance religieuse pour le protestantisme, ici dans sa version calviniste.
Mais au cours du XVIIe siècle, sous Louis XIII et Louis XIV, la tolérance royale diminue, jusqu'à ce que l'édit de Nantes soit révoqué en 1685 par l'édit de Fontainebleau, occasionnant un afflux de réfugiés aux Provinces-Unies comme en Angleterre, ainsi que dans d'autres pays protestants.

### Le cas de l'Angleterre
En 1534, Henri VIII promulgue l'acte de suprématie qui fait du roi d'Angleterre le chef de l'Église d'Angleterre, désormais indépendante du pape. Mais il ne s'agit pas pour Henri d'une adhésion au luthéranisme, et ce n'est qu'au bout de quelques années qu'est définie une doctrine anglicane, à travers un conflit durable entre une tendance conservatrice (High Church) et une tendance plus favorable à la Réforme (Low Church). 
Un certain nombre d'Anglais n'acceptent pas l'Église d'Angleterre : certains parce qu'ils restent catholiques ; d'autres parce qu'ils sont protestants dissidents et n'acceptent pas une Église dirigée par le monarque. Ces dissidents sont de diverses obédiences, notamment baptistes, congrégationaliste, antitrinitaires, etc.  
La tolérance vis-à-vis des catholiques et des dissidents dépend de l'orientation religieuse des successeurs d'Henri VIII. Sous les Stuart à partir de 1603 (Jacques Ier puis Charles Ier), les tensions politico-religieuses aboutissent à la révolution de 1641 et à l'avènement d'une république calviniste (puritanisme) en 1649. 
L'échec de la république (après la mort de Cromwell) et le retour des Stuarts en 1660 (Charles II) posent de nouveau le problème de la tolérance vis-à-vis des catholiques et des dissidents. Ce sujet est débattu par des penseurs, dont le plus connu est John Locke (1632-1704) avec son Essai sur la tolérance (1667). En 1661, Charles II fait voter le Corporation Act réservant certains emplois aux anglicans avérés. En 1662, il décide d'épurer l'Église d'Angleterre en promulguant l'acte d'uniformité, qui entraîne le départ de 2000 pasteurs « non-conformistes ». Dans les années 1670, les Test Acts sont imposés aux fonctionnaires et officiers afin de vérifier leur anglicanisme.

### La crise de 1688-1689
L'avènement en 1685 de Jacques II place rapidement l'Angleterre dans une situation de crise politico-religieuse. 
À la suite de la naissance de son fils Jacques François Stuart (1688-1766), Jacques II est renversé par son gendre Guillaume III d'Orange-Nassau (novembre 1688). Le 13 février 1689, Guillaume et la fille de Jacques II, Marie, sont reconnus comme roi et reine d'Angleterre par le Parlement, à qui est concédée en contrepartie la Déclaration des droits des Anglais (Bill of Rights). 
C'est dans le cadre de cette « Glorieuse Révolution » qu'est élaboré l'édit de tolérance de mai 1689, année où John Locke publie sa Lettre sur la tolérance, écrite en 1686.

## Contenu de l’édit
L'édit accordait la liberté de culte aux non-conformistes qui avaient rejeté la transsubstantiation, c'est-à-dire aux protestants dissidents de l'Église d'Angleterre tels que baptistes, congrégationalistes ou presbytériens. Les non-conformistes étaient autorisés à disposer de leurs propres lieux de culte et leurs propres écoles, à condition qu'ils acceptent certains serments d'allégeance.
L'édit ne s’appliquait ni aux catholiques romains, ni aux antitrinitaires, ni aux athées. Il n'a pas mis fin aux discriminations dont souffraient les dissidents, notamment pas à leur exclusion des fonctions politiques et des universités. Les dissidents étaient tenus d’enregistrer leurs lieux de réunion et il leur était interdit de tenir des réunions chez des particuliers. Tous les prédicateurs dissidents devaient être agréés officiellement.

## Application

### En Angleterre (1689-1813)
Entre 1772 et 1774, le pasteur non-conformiste Edward Pickard (en) mobilise des collègues pour faire campagne en faveur de l'assouplissement de l’Édit de tolérance. Sous son influence, le Parlement examine à deux reprises des projets de loi à ce sujet, mais sans succès. Finalement, alors que Pickard et ses amis ont renoncé, une nouvelle tentative a lieu en 1778, cette fois avec succès.
La notion de croyance dans les Écritures est remplacée par l'adhésion aux trente-neuf articles, confession de foi commune aux églises anglicane et dissidentes. Cependant, certaines restrictions de droits subsistent pour les dissidents, notamment en ce qui concerne l'accès à la propriété.
Les sanctions contre les unitariens sont supprimées par la loi Doctrine of the Trinity Act (en) de 1813.

### En Écosse
Depuis 1603 (Jacques Ier Stuart), les royaumes d'Angleterre et d'Écosse ont le même souverain. Mais l'Écosse a pour religion officielle le presbytérianisme, proche du calvinisme, et non pas l'anglicanisme. En 1707, les deux royaumes fusionnent pour former le Royaume-Uni de Grande-Bretagne, pourvu d'un seul Parlement, siégeant à Londres.

### Dans les colonies anglaises d'Amérique du Nord
Les colonies anglaises d'Amérique sont d'origines diverses : certaines ont été fondées par le gouvernement anglais (notamment la Virginie en 1607), d'autres par des groupes dissidents (notamment le Massachusetts, fondé par les Pères pèlerins à partir de 1620).
Les idées de John Locke sur la tolérance, qui excluent les catholiques, sont acceptées dans la plupart des colonies, même dans les bastions congrégationnalistes de Nouvelle Angleterre jusque là hostiles aux dissidences. L'édit de tolérance est appliqué soit par charte, soit par décret des gouverneurs.[pas clair]
Les colonies de Pennsylvanie, de Rhode Island, du Delaware et du New Jersey vont au-delà de l’édit de tolérance en rendant illégale toute Église d'État.
En ce qui concerne les catholiques, le culte est même autorisé en Pennsylvanie et au Maryland avant même la fin de la période coloniale.

## Développements ultérieurs

### Antitrinitaires
La tolérance est étendue aux unitariens, protestants qui ne croient pas au dogme de la trinité, par la loi Doctrine of the Trinity Act (en) , aussi appelée Unitarians Relief Act, de 1813.

### Catholiques
À la fin du XVIIIe siècle, les catholiques romains sont autorisés à pratiquer leur culte dans des conditions strictement définies par les lois de 1778 (Papists Act) et de 1791 (Roman Catholic Relief Act) qui réduisent aussi les discriminations à leur égard (serments et tests les empêchant, ainsi que les non-conformistes, d'exercer des fonctions publiques, de tenir des écoles et de posséder des terres).
En 1829, l'Acte d'émancipation (un nouveau Roman Catholic Relief Act) a pour effet d'ouvrir la vie publique aux catholiques prêtant le serment d'allégeance prescrit par la loi, de leur permettre de siéger au Parlement, de voter aux élections en Angleterre et en Écosse, comme ils pouvaient déjà le faire en Irlande, pays où les catholiques étaient majoritaires, et d'occuper toutes les charges de l'État à l'exception de la royauté (un catholique ne peut pas accéder au trône ; un souverain qui devient catholique ou qui en épouse un perd de ce fait la couronne) et de la régence.
En 1846, le Religious Disabilities Act met fin aux restrictions imposées aux catholiques romains en matière d'éducation, de bienfaisance et de propriété, sauf pour les universités d'Oxford, de Cambridge et de Durham qui sont autorisées à continuer d'exclure les catholiques jusqu'au Universities Tests Act de 1871.
Par la loi de 1855 sur l'enregistrement des lieux de culte, un système facultatif d'enregistrement des lieux de culte non anglicans est adopté[pas clair], donnant certains avantages juridiques et fiscaux à ceux qui s'enregistraient. De ce fait « la religion alternative était non seulement légale, mais souvent facilitée par la loi ».

### Juifs
Le Jews Relief Act 1858 (en) émancipe les juifs du Royaume-Uni de manière similaire à l'Acte d'émancipation de 1829 pour les catholiques.